# 角龍屬
角龍屬（學名：Ceratops）意為「有角的面孔」，是角龍科恐龍的一屬，生存於上白堊紀的北美洲。化石發現於美國蒙大拿州。雖然對角龍的研究很少，但牠們在恐龍的分類歷史很重要，因為角龍是角龍亞目及角龍科的模式屬。但是角龍的化石過少，因此很難被有效鑑定，而被認為是疑名。

## 歷史

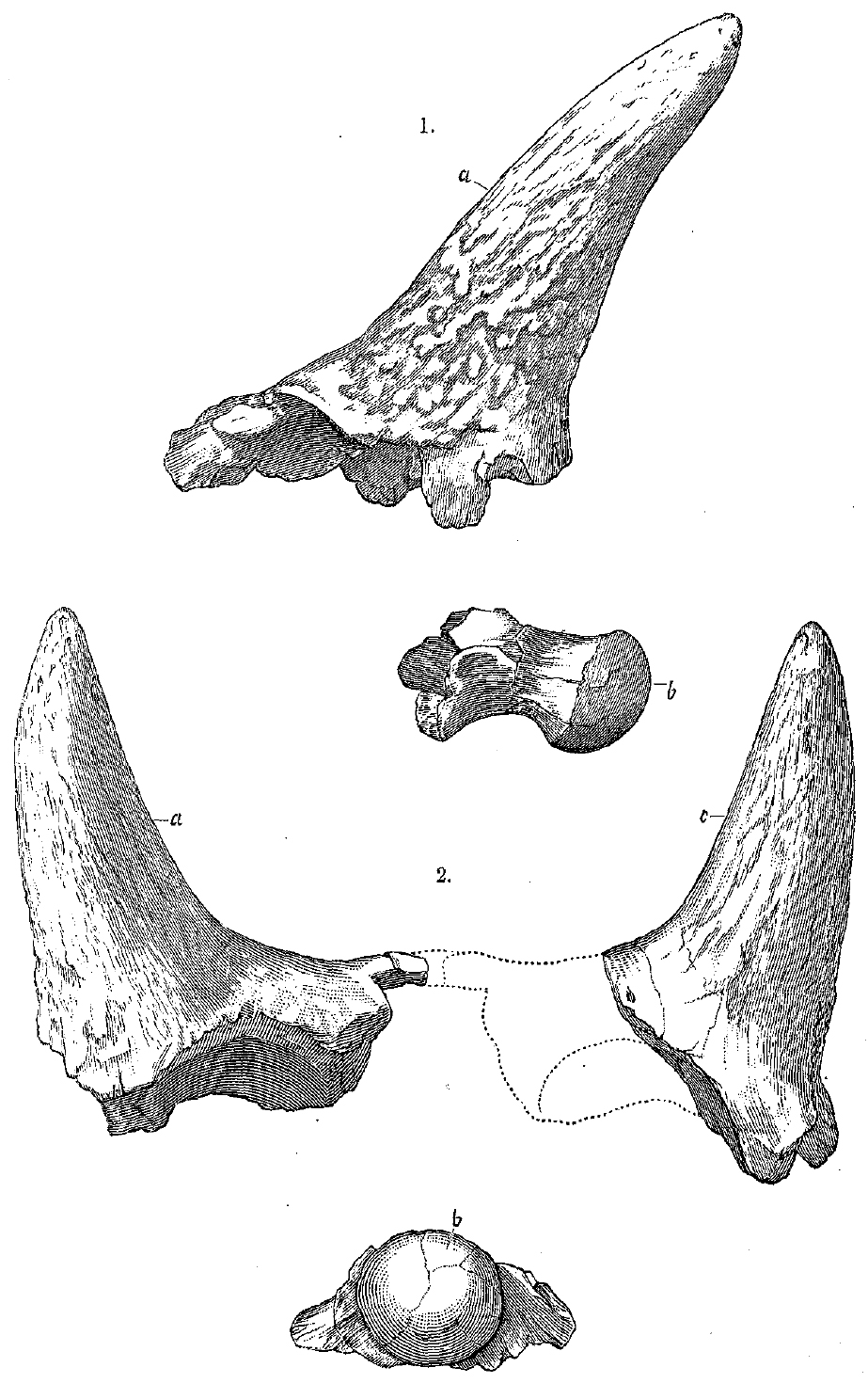
馬什繪製的模式標本素描

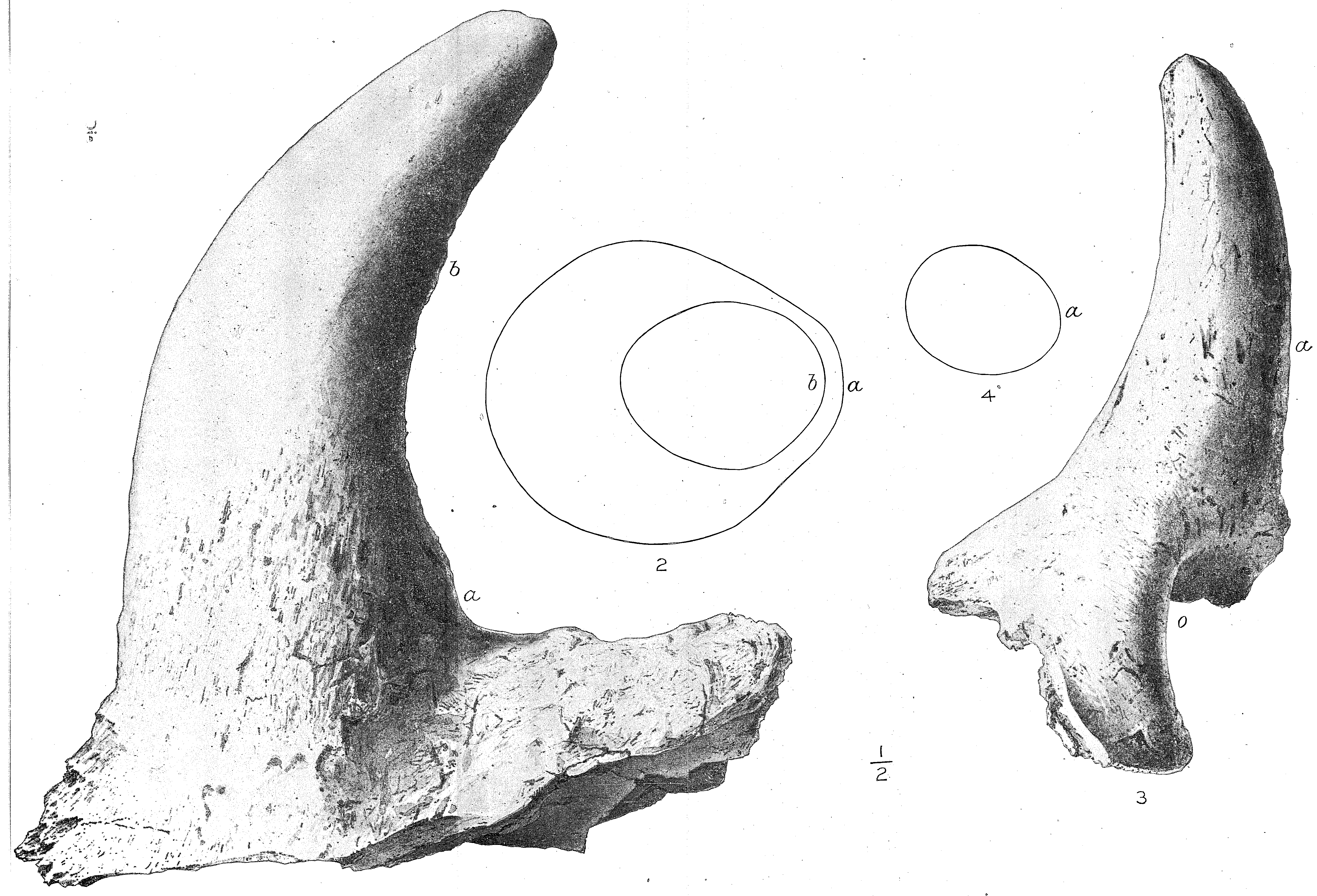
角龍的角素描圖，繪製於1907年

第一個被歸類於角龍的化石，是由約翰·貝爾·海徹爾（John Bell Hatcher）在1888年夏天發現於蒙大拿州的朱迪斯河組，包括一個枕骨髁及一對角。奧塞內爾·查利斯·馬什（O. C. Marsh）原先認為牠與劍龍相似，但在頭上有著兩隻角。
在1995年，蒙大拿州的一個屍骨層所發現的較完整化石，可讓科學家們重新審查角龍的資料。這個屍骨層的所屬地層，與發現角龍最初化石的地層，是在相同年代形成的。這個屍骨層最初被認為是含有戟龍化石，可能是因為早期研究人員把額角誤認為是戟龍的頸盾緣骨突。近年研究人員發現這些角可能屬於角龍，有助於鑑定角龍是否為有效屬。這個屍骨層先後被歸類於亞伯達角龍，並在2010年被建立為梅杜莎角龍（Medusaceratops）。

## 分類
角龍屬於角龍亞目，角龍類是一群草食性恐龍，有著類似鸚鵡的喙狀嘴，生存於白堊紀的北美洲與亞洲。所有的角龍類恐龍在白堊紀末期滅絕。在著名的開角龍亞科中，角龍是第一個被命名物種。開角龍亞科後來根據國際動物命名法規而被更名為角龍亞科。
在1999年，有研究提出角龍的化石太少，而將角龍列為疑名。研究更指出愛氏角龍與角龍有接近親緣關係，甚至有可能是角龍的幼年個體。但這論據卻缺乏證據支持。

## 物種
角龍的模式種是蒙大拿角龍（Ceratops montanus），是由馬什在1888年根據編號USNM 2411的化石而命名的。
以下是其他曾被歸類於角龍屬的物種：
- 高角角龍（C. alticornis）：化石是一對著名的角，馬什最初認為這是屬於一頭巨大的美洲野牛。在1889年，馬什發現自己的錯誤而將這對角編入角龍屬。這對角目前被認為是最先發現的三角龍化石，也是已知位置最南端的三角龍化石。縱然這個種是三角龍，但仍然被認為是疑名。
- 貝氏角龍（C. belli）：目前是開角龍的模式種。
- 加拿大角龍（C. canadensis）：目前是獨立屬，始三角龍。
- 恐怖角龍（C. horridus）：化石是第一個的完整角龍科頭顱骨，目前是三角龍的模式種。
- 少齒角龍（C. paucidens）：疑名，目前是賴氏龍的一個種。
- 後彎角角龍（C. recurvicornis）：被編入開角龍中。

## 食性
如同其他角龍科恐龍，角龍是草食性動物。在白堊紀時期，開花植物的地理範圍有限，因此牠們可能主要是以當時的優勢植物蕨類、蘇鐵科及松科為食物。牠們使用那鋒利的喙狀嘴來咬斷葉子的。